# DBU's Landspokalturnering for herrer 1997-98
Compaq Cup Cup 1997-98 var den 44. udgave af DBUs Landspokalturnering for herrer. Turneringen blev vundet af Brøndby IF, som dermed vandt pokalturneringen for tredje gang (de to første gange var i 1989 og 1994). I finalen vandt holdet fra Vestegnen 4-1 over de forsvarende pokalmestre fra FC København, som efter tidligere at have vundet to finaler dermed oplevede at tabe en pokalfinale for første gang. Finalen mellem de to lokalrivaler tiltrak 41.044 tilskuere og satte dermed rekord for en pokalfinale.
Brøndby IF havde fire dage tidligere inden pokalfinalen ligeledes sikret sig Danmarksmesterskabet i fodbold og vandt således The Double for første gang.

## Kampe og resultater

### 1. runde
Til 1. runde havde 64 hold kvalificeret sig. Holdene var fordelt på:
- 48 hold fra Danmarksserien eller lavere niveauer, der havde kvalificeret sig gennem lokalunionernes kvalifikationsturneringer.
- 8 hold fra 2. division Øst.
- 8 hold fra 2. division Vest.

De 64 hold var inddelt i en øst- og en vestgruppe, og kampene blev afviklet i perioden 17. – 19. juni 1997.
| Vest–kredsen | Vest–kredsen                          | Vest–kredsen |
| Dato         | Kamp                                  | Res.         |
| ------------ | ------------------------------------- | ------------ |
| 17.6.        | Aarslev BK – AC Horsens               | 1-5          |
| 18.6.        | Allested U&IF – Ringkjøbing IF        | 5-3          |
| 18.6.        | Bindslev/Tversted IF – Aabyhøj IF     | 6-4          |
| 18.6.        | Dalum IF – Vorup Frederiksberg BK     | 2-3          |
| 18.6.        | Esbjerg IF 92 – Kolding IF            | 6-5          |
| 18.6.        | Hadsund BK – Brande IF                | 8-7          |
| 18.6.        | Hammerum IF – Skive IK                | 0-3          |
| 18.6.        | Lemvig GF – Vejen SF                  | 0-2          |
| 18.6.        | Lindholm IF – Næsby BK                | 2-1          |
| 18.6.        | Nr. Snede GF – B 1909                 | 0-4          |
| 18.6.        | Skt. Klemens Fangel IF – Holstebro BK | 0-4          |
| 18.6.        | IF Skjold – Nørresundby BK            | 1-2          |
| 18.6.        | Skovbakken – Aalborg Chang            | 0-4          |
| 18.6.        | St. Restrup IF – Randers Freja        | 2-3          |
| 18.6.        | SUB Sønderborg – B 1913               | 0-1          |
| 18.6.        | Tønder SF – Søndermarkens IK          | 1-5          |

| Øst–kredsen | Øst–kredsen                                 | Øst–kredsen |
| Dato        | Kamp                                        | Res.        |
| ----------- | ------------------------------------------- | ----------- |
| 17.6.       | Herlev IF Fodbold – Døllefjelde-Musse IF    | 1-0         |
| 17.6.       | Kalundborg G&BK – Frederikssund IK          | 9-3         |
| 17.6.       | Vordingborg IF – Nykøbing Falster Alliancen | 0-1         |
| 17.6.       | Slagelse BK&IF – B 1908                     | 4-6         |
| 18.6.       | Kastrup BK – Helsingør IF                   | 3-2         |
| 18.6.       | Politiets IF – Holbæk B&IF                  | 1-8         |
| 18.6.       | Mørkøv IF – Jægersborg BK                   | 4-2         |
| 18.6.       | Nyborg G&IF – Skovshoved IF                 | 2-4         |
| 18.6.       | IF Skjold Birkerød – Valby BK               | 2-1         |
| 18.6.       | Strøby AIK 65 – HIK                         | 2-5         |
| 18.6.       | BK Velo – Rødby BK                          | 6-5         |
| 18.6.       | BK Viktoria – Vanløse IF                    | 4-2         |
| 18.6.       | Virum-Sorgenfri BK – Farum BK               | 3-0         |
| 18.6.       | VLI – Ringsted IF                           | 2-1         |
| 19.6.       | IF Skjold Skævinge – BK Frem                | 3-2         |
| 19.6.       | IK Viking – Tårup IF                        | 1-2         |

### 2. runde
Til 2. runde havde 40 hold kvalificeret sig. Holdene var fordelt på:
- 32 vinderhold fra 1. runde.
- 8 hold fra 1. division (nr. 9-16 i sæsonen 1996-97), som trådte ind i turneringen i denne runde.

De 40 hold var inddelt i en øst- og en vestgruppe, og kampene blev afviklet i perioden 26. – 28. juli 1997.
| Vest–kredsen | Vest–kredsen                        | Vest–kredsen |
| Dato         | Kamp                                | Res.         |
| ------------ | ----------------------------------- | ------------ |
| 26.7.        | AC Horsens – FC Fredericia          | 3-2          |
| 26.7.        | Allested U&IF – Randers Freja       | 0-3          |
| 26.7.        | B 1909 – Haderslev FK               | 3-0          |
| 26.7.        | B 1913 – Aalborg Chang              | 0-3          |
| 26.7.        | Esbjerg IF 92 – Holstebro BK        | 1-2          |
| 26.7.        | Hadsund BK – Vorup Frederiksberg BK | 2-0          |
| 26.7.        | BK Velo – Vejen SF                  | 0-2          |
| 26.7.        | Søndermarkens IK – Lindholm IF      | 0-1          |
| 28.7.        | Bindslev/Tversted IF – Skive IK     | 2-4          |
| 28.7.        | Nørresundby BK – Kalundborg G&BK    | 3-0          |

| Øst–kredsen | Øst–kredsen                          | Øst–kredsen |
| Dato        | Kamp                                 | Res.        |
| ----------- | ------------------------------------ | ----------- |
| 26.7.       | B 1908 – Ølstykke FC                 | 2-1         |
| 26.7.       | IF Skjold Birkerød – Køge BK         | 7-5         |
| 26.7.       | HIK – Nykøbing Falster Alliancen     | 4-0         |
| 26.7.       | Herlev IF Fodbold – BK Fremad Amager | 1-3         |
| 26.7.       | Kastrup BK – Roskilde B1906          | 3-2         |
| 26.7.       | Mørkøv IF – Skovshoved IF            | 1-2         |
| 26.7.       | IF Skjold Skævinge – Brønshøj BK     | 2-3         |
| 26.7.       | BK Viktoria – Tårup IF               | 1-2         |
| 26.7.       | VLI – Virum-Sorgenfri BK             | 0-3         |
| 27.7.       | Holbæk B&IF – BK Avarta              | 2-6         |

### 3. runde
Til 3. runde havde 28 hold kvalificeret sig. Holdene var fordelt på:
- 20 vinderhold fra 2. runde.
- 8 hold fra 1. division (nr. 11-12 fra Superligaen 1996-97 og nr. 3-8 fra 1. division 1996-97), som trådte ind i turneringen i denne runde.

De 28 hold var inddelt i en øst- og en vestgruppe, og kampene blev afviklet i den 3. september 1997.
| Vest–kredsen | Vest–kredsen                    | Vest–kredsen |
| Dato         | Kamp                            | Res.         |
| ------------ | ------------------------------- | ------------ |
| 3.9.         | Esbjerg fB – Viborg FF          | 1-2          |
| 3.9.         | Aalborg Chang – Vejen SF        | 2-1          |
| 3.9.         | B 1909 – Holstebro BK           | 3-2          |
| 3.9.         | Lindholm IF – Skive IK          | 1-3          |
| 3.9.         | Hadsund BK – AC Horsens         | 2-5          |
| 3.9.         | Randers Freja – Svendborg fB    | 4-5          |
| 3.9.         | Nørresundby BK – Herning Fremad | 1-5          |

| Øst–kredsen | Øst–kredsen                        | Øst–kredsen |
| Dato        | Kamp                               | Res.        |
| ----------- | ---------------------------------- | ----------- |
| 3.9.        | Virum-Sorgenfri BK – Skovshoved IF | 1-3         |
| 3.9.        | HIK – IF 32 Glostrup               | 9-10        |
| 3.9.        | BK Avarta – BK Fremad Amager       | 2-0         |
| 3.9.        | Kastrup BK – B.93                  | 5-6         |
| 3.9.        | Næstved IF – Brønshøj BK           | 0-1         |
| 3.9.        | Tårup IF – Hvidovre IF             | 0-8         |
| 3.9.        | IF Skjold Birkerød – B 1908        | 3-0         |

### 4. runde
Til 4. runde havde 20 hold kvalificeret sig. Holdene var fordelt på:
- 14 vinderhold fra 3. runde.
- 6 hold fra Superligaen (nr. 7-10 fra Superligaen 1996-97 og nr. 1-2 fra 1. division 1996-97), som trådte ind i turneringen i denne runde.

Kampene blev afviklet i perioden 24. september – 1. oktober 1997.
| Dato  | Kamp                           | Res. |
| ----- | ------------------------------ | ---- |
| 24.9. | IF 32 Glostrup – FC København  | 2-4  |
| 24.9. | Brønshøj BK – B.93             | 0-4  |
| 24.9. | B 1909 – Lyngby FC             | 1-3  |
| 24.9. | Svendborg fB – Hvidovre IF     | 2-3  |
| 24.9. | Skovshoved IF – Herning Fremad | 3-2  |

| Dato  | Kamp                          | Res. |
| ----- | ----------------------------- | ---- |
| 24.9. | IF Skjold Birkerød – Skive IK | 3-0  |
| 24.9. | Aarhus Fremad – BK Avarta     | 3-0  |
| 30.9. | AC Horsens – Viborg FF        | 1-2  |
| 30.9. | OB – AB                       | 2-0  |
| 1.10. | Aalborg Chang – Ikast FS      | 1-2  |

### 5. runde
Til 5. runde havde 16 hold kvalificeret sig. Holdene var fordelt på:
- 10 vinderhold fra 4. runde.
- 6 hold fra Superligaen (nr. 1-6 fra Superligaen 1996-97), som trådte ind i turneringen i denne runde.

Kampene blev afviklet i perioden 29. oktober – 12. november 1997.
| Dato   | Kamp                             | Res. |
| ------ | -------------------------------- | ---- |
| 29.10. | Aarhus Fremad – Lyngby FC        | 1-4  |
| 29.10. | Vejle BK – AaB                   | 1-2  |
| 29.10. | B.93 – FC København              | 0-2  |
| 29.10. | IF Skjold Birkerød – Herfølge BK | 1-3  |

| Dato   | Kamp                       | Res. |
| ------ | -------------------------- | ---- |
| 29.10. | Skovshoved IF – Brøndby IF | 0-6  |
| 29.10. | Ikast FS – Viborg FF       | 2-1  |
| 6.11.  | Silkeborg IF – Hvidovre IF | 3-0  |
| 12.11. | OB – AGF                   | 0-1  |

### Kvartfinaler
De otte deltagende hold var de otte vindere fra 5. runde. Kampene blev afviklet i perioden 12. – 26. november 1997.
| Dato   | Kamp                   | Res. |
| ------ | ---------------------- | ---- |
| 12.11. | Brøndby IF - AaB       | 2-0  |
| 12.11. | Ikast FS - Herfølge BK | 3-2  |

| Dato   | Kamp                     | Res. |
| ------ | ------------------------ | ---- |
| 19.11. | FC København - AGF       | 3-1  |
| 26.11. | Silkeborg IF - Lyngby FC | 5-3  |

### Semifinaler
Semifinalerne blev spillet over to kampe (ude og hjemme), og de to samlede vindere gik videre til finalen. Kampene blev afviklet i perioden 29. april – 7. maj 1998.
| Semifinale I: FC København – Ikast FS | Semifinale I: FC København – Ikast FS | Semifinale I: FC København – Ikast FS |
| Dato                                  | Kamp                                  | Res.                                  |
| ------------------------------------- | ------------------------------------- | ------------------------------------- |
| 29.4.                                 | FC København - Ikast FS               | 4-1                                   |
| 6.5.                                  | Ikast FS - FC København               | 1-5                                   |
| Samlet: FC København vinder 9-2       |                                       |                                       |

| Semifinale II: Brøndby IF – Silkeborg IF | Semifinale II: Brøndby IF – Silkeborg IF | Semifinale II: Brøndby IF – Silkeborg IF |
| Dato                                     | Kamp                                     | Res.                                     |
| ---------------------------------------- | ---------------------------------------- | ---------------------------------------- |
| 29.4.                                    | Brøndby IF - Silkeborg IF                | 2-1                                      |
| 7.5.                                     | Silkeborg IF - Brøndby IF                | 0-2                                      |
| Samlet: Brøndby IF vinder 4-1            |                                          |                                          |

### Finalen
| 21. maj 1998 |

| Brøndby IF                                                              | 4 – 1 | FC København        |
| ----------------------------------------------------------------------- | ----- | ------------------- |
| Bo Hansen 04'Ebbe Sand 32' · Jesper Thygesen 53' · Bent Christensen 82' |       | Peter Nielsen 36' · |

| Parken, København Tilskuere: 41.044 Dommer: Claus Bo Larsen |

#### Holdopstillinger
| Brøndby IF |  | FC København |
| --- |  | --- |
| Mogens Krogh Per Nielsen Kenneth Rasmussen Søren Colding Kim Vilfort Jesper Thygesen 53' 78' Kim Daugaard 84' John "Faxe" Jensen Ole Bjur Bo Hansen 4' 73' Ebbe Sand 32' |  | Karim Zaza Morten Falch Michael Nielsen Niclas Jensen Henrik Larsen Peter Nielsen 36' Carsten V. Jensen 63' Bjarne Goldbæk 46' Carsten Hemmingsen Todi Jónsson Thomas Thorninger |
| Indskiftede spillere: |  | Indskiftede spillere: |
| Allan Ravn 73' Bent Christensen 78' 82' Thomas Lindrup 84' |  | David Nielsen 46' Martin B. Larsen 63' |
| Træner: |  | Træner: |
| Ebbe Skovdahl |  | Kent Karlsson |